# Consejo Insular de Ibiza
El Consejo Insular de Ibiza (en catalán: Consell Insular d'Eivissa) es una institución de autogobierno en el ámbito de la isla de Ibiza, Baleares (España). Se contempló en 2007 con la aprobación del Estatuto de Autonomía de ese año. El nuevo Consejo se constituyó pasados cuarenta y cinco días de las elecciones del 27 de mayo de 2007. Está regulado por la Ley de Consejos Insulares.
El Consejo sustituye al anterior Consejo Insular de Ibiza y Formentera.

## Composición
Tras las elecciones al Consejo Insular de Ibiza de 2023, el pleno está compuesto por los siguientes grupos parlamentarios:
| Elecciones al Consejo Insular de Ibiza |      |      |      |      |      |
| Partido                                | 2007 | 2011 | 2015 | 2019 | 2023 |
| Partido Popular                        | 6    | 8    | 6    | 6    | 8    |
| PSOE-Pacte                             | 7    | 5    | 4    | 4    | 3    |
| Podemos                                | -    | -    | 3    | 2    | 1    |
| Vox                                    | -    | -    | -    | -    | 1    |
| Ciudadanos                             | -    | -    | -    | 1    | -    |

## Presidentes
| N.º | Nombre               | Inicio | Fin         | Partido   |
| --- | -------------------- | ------ | ----------- | --------- |
| 1.  | Xico Tarrés Marí     | 2007   | 2011        | PSOE-ExC  |
| 2.  | Vicent Serra Ferrer  | 2011   | 2015        | PP        |
| 3.  | Vicent Torres Guasch | 2015   | 2019        | PSIB-PSOE |
| 4.  | Vicente Marí Torres  | 2019   | En el cargo | PP        |